# Comparettia jamiesonii
Comparettia jamiesonii är en orkidéart som först beskrevs av John Lindley och Joseph Paxton, och fick sitt nu gällande namn av Mark W. Chase och Norris Hagan Williams. Comparettia jamiesonii ingår i släktet Comparettia, och familjen orkidéer. Inga underarter finns listade i Catalogue of Life.